# 1963 en Norvège
Chronologie de la Norvège
- 1959
- 1960
- 1961
- 1962
- 1963
- 1964
- 1965
- 1966
- 1967

Cet article présente les faits marquants de l'année 1963 en Norvège ou relatifs à la Norvège.

## Gouvernance
- Olav V est roi de Norvège.
- Einar Gerhardsen est le chef du gouvernement jusqu'au 28 août, John Lyng lui succède.

## Événements
- L'Affaire de Kings Bay, (Kings Bay-saken) en norvégien, est liée à un accident mortel à l'automne 1962 dans une mine de charbon au Svalbard. Le rapport sur cet accident paru à l'été 1963 provoqua une crise gouvernementale en Norvège. La crise se termina avec la démission du gouvernement travailliste d'Einar Gerhardsen, laissant la place au premier gouvernement de droite depuis la guerre, dirigé par John Lyng.

## Sport
- La saison 1963 du championnat de Norvège de football est la 1re édition de la première division norvégienne à poule unique, la Tippeligaen. Les saisons précédentes, les clubs étaient réparties en deux poules géographiques dont les vainqueurs disputaient la finale nationale. Les dix clubs jouent les uns contre les autres lors de rencontres disputées en matchs aller et retour. C'est le SK Brann Bergen, champion de Norvège en titre, qui termine en tête du championnat. C'est le 2e titre de champion de Norvège de son histoire.

## Culture
- La Norvège a participé au Concours Eurovision de la chanson 1963 à Londres. C'est la 4e participation norvégienne au Concours Eurovision de la chanson. Le pays est représenté par la chanteuse Anita Thallaug et la chanson Solhverv, sélectionnées par la Norsk rikskringkasting au moyen de la finale nationale Melodi Grand Prix.

## Naissances
- Naissance en Norvège en 1963

## Décès
- Décès en Norvège en 1963